# 문세광
문세광(한국 한자: 文世光, 1951년 12월 26일~1974년 12월 20일)은 1974년 8월 15일, 박정희 대한민국 대통령 암살을 시도했던, 일본 조총련 오사카 지부 활동 관련 사회 운동가 출신의 재일 한국인으로, 대한민국 영부인 육영수 여사를 사살하였다. 일본식 이름은 난조 세이코(일본어: 南条 世光)였다.

## 생애
1951년 12월 26일 일본 오사카시에서 석면 제품 제조업자로 일하던 경상남도 진주 출신의 문병태의 셋째 아들로 출생하였며, 본관은 단성인 그는 지난날 한때 일가족과 함께 1955년 3월, 대한민국의 경상남도의 창원과 진주와 산청을 거쳐, 대한민국의 전라남도의 나주에서 잠시 유아기를 보낸 적이 있으며, 1956년 11월, 일본의 오사카로 귀환하였다. 문세광은 그 후 1968년 10월, 세이키 상업고등학교 2학년을 중퇴하고 1972년 3월, 강성숙과 결혼했다. 문세광은 원래 오사카 재일본대한민국민단 이쿠노키타(生野北)의 지부에 가입했지만 고등학교 시절에 김일성 선집, 마오쩌둥 어록 등을 탐독하면서 좌익 사상에 심취하게 된다.
1973년 9월 재일본조선인총련합회 이쿠노니시(生野西)의 지부 정치부 부장 직으로 근무하고 있던 김호룡(金浩龍)을 처음 만난 문세광은 대한민국의 대통령을 역임하고 있던 박정희를 암살해서 인민 봉기의 기폭제를 만들자고 주장했다. 1973년 10월경에는 자신의 여자 친구이자 공범인 요시이 미키코(吉井美喜子)에게 대한민국에서 혁명을 이루기 위해서는 박정희 대통령을 죽일 수밖에 없다는 입장을 전달했고 1973년 11월에는 공작금 50만 엔을 받았다.
문세광은 갑자기 장염을 앓다가 1974년 2월 6일에 도쿄도 다이토구 히가시우에노(東上野)에 거주하고 있던 일본인인 가와카미 유지(川上勇治)라는 이의 이름을 이용하는 등의 가명을 사용하면서 병원에 며칠간을 입원했다. 1974년 5월 2일에는 오사카에 정박 중이던 만경봉호에서 몇주간의 사상 교육을 받았다. 문세광은 1974년 7월 17일 밤부터 다음날 새벽 사이에 오사카 시 주오구 고즈(高津)의 파출소의 창문을 깨고 침입했다. 문세광은 경찰관 4명이 잠을 자고 있던 사이에 실탄 5개가 들어간 권총 2자루를 빼냈다.
문세광은 자신의 중학교 시절의 여자 친구였던 요시이 미키코의 남편인 요시이 유키오(吉井行雄)의 호적 등본을 이용해서 여권을 신청했다. 8월 1일에는 오사카 경찰이 문세광이 작성한 "전투 선언"이라는 문서를 발견했다. 8월 6일에는 자신이 소유하고 있던 트랜지스터 라디오 속에 권총을 감췄고 8월 8일에 김포국제공항을 거쳐 서울에 도착했다.
위조 없이 통과된 여권을 이용해서 대한민국에 입국한 문세광은 8월 15일 광복절 경축행사가 열린 국립극장에서 박정희 대통령을 저격하려 했으나 실패하고 육영수 여사를 잘못 살해하였다. 해당 관련 형사 재판 1심 선고 최후진술에서 "역사는 나에게 차라리 무죄를 선고해 줄 것"이라고 말한 문세광은 판결 선고 4개월만에 속행으로 사형이 집행되었다. 사형이 집행되는 날, "박정희 대통령과 대한의 국민 전체에게 송구하고도 거듭 죄송한 마음 금할 수 없다. 지금 과오를 깊이 뉘우치고 있으니, 차라리 본인한테 속히 올바른 교육을 받을 수 있는 기회를 주면 감사하겠다."라는 유언을 남겼다.
아울러 그는 옥중 수기를 통해 "나는 조국의 하늘 아래 살고 싶다. 아무리 암살 목적으로 고국 땅을 밟았을 때에도 조국의 하늘이 이처럼 이토록 푸른 것을 처음 알았다."고 말했지만 결국 1974년 12월 17일, 대한민국 대법원에서 사형이 확정됐고, 그로부터 3일이 지난 12월 20일, 서울구치소에서 사형이 집행되었다.

## 평가
1974년 당시 대한민국 제4공화국 정부의 발표에 따르면 "조선민주주의인민공화국의 수도 평양이 주요적인 영향력을 뻗치고 있던, 이른바 일본의 수도인 도쿄에 소재한 해외동포단체 재일본조선인총련합회(조총련)의 지령을 따르면서, 그토록 문세광은 조총련 상부의 명령과 지시를 극진히 받았다."고 한다. 그러나 다른 쪽에서는 〈차라리 문세광이는, 그저 순전히 이렇다 할 의미도 신념도 없이 공산주의를 믿었던, 오히려 단순한 공산주의자〉로 분류하기도 한다.

## 가족 관계
- 아버지: 문병태(1918년~1969년)
- 어머니: 육말란(1927년~?)
  - 부인: 강성숙(1954년~)
    - 장남: ?(1973년~)

## 문세광을 연기한 배우
- 백찬기 - 1986년 《멀고먼 사람들》 한국방송공사 드라마
- 김상중 - 1995년 《제4공화국》 문화방송 드라마

## 같이 보기
- 박정희
- 육영수
- 육영수 저격 사건
- 김대중 납치 사건
- 박종규
- 김대중
- 육인수
- 김형욱